# 通化镇
通化镇，是中华人民共和国山西省运城市万荣县下辖的一个乡镇级行政单位。

## 行政区划
通化镇下辖以下地区：
通化一村、通化二村、通化三村、东毋庄村、西毋庄村、东卫一村、东卫二村、张家院村、东畅村、西畅村、六毋村、高望村、东孝原村、西孝原村、东陈村、西陈村和南陈村。